# Asócio I Arzerúnio
Asócio I Arzerúnio (em latim: Asotius; em grego: Ασώτιος; romaniz.: Asṓtios; em armênio: Աշոտ; romaniz.: Ašot; m. 27 de maio de 874) foi um príncipe armênio da família Arzerúnio que reinou sobre o Principado de Vaspuracânia de 836 até 874. Em razão de ter sido capturado pelo Califado Abássida durante a expedição do general Buga Alquibir em 852, teria governado de 836 até 852, e então de 868 até 874, com seu filho Gregório Derenício governando no período intermediário. O início de seu reinado é incerto.

## Contexto
Desde o final do século VII a Armênia era uma província sob domínio árabe liderada por um osticano (governador) árabe representando o califa omíada e depois abássida, e tornar-se-ia campo de batalha entre o califado e o Império Bizantino até o início do século IX. Para reforçar a sua autoridade, estes osticanos implementaram emires em diversas regiões armênias; em Vaspuracânia, província histórica situada ao sul e dominada pelos Arzerúnio, não houve exceção à regra. A família, no entanto, se beneficiaria da autonomia dos emires locais e da oposição que criavam ao governador e gradualmente expandiu seus domínios.

## Nome
Asócio (Asotius; Ασώτιος, Asṓtios) é a forma latina e grega do armênio Axote (Աշոտ, Ašot), cuja origem é desconhecida. Foi registrado em árabe como Axote (آشُوط, ʔāšūṭ) e em georgiano como Axote / Axoti (აშოტ(ი), Ašoṭ(i)).

## Vida

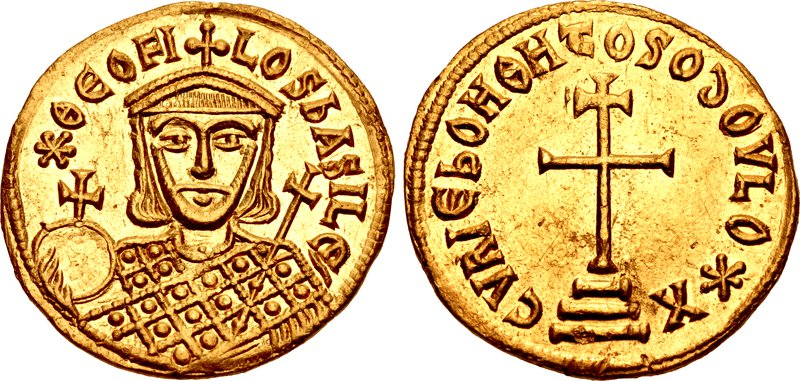
Soldo do imperador Teófilo r.

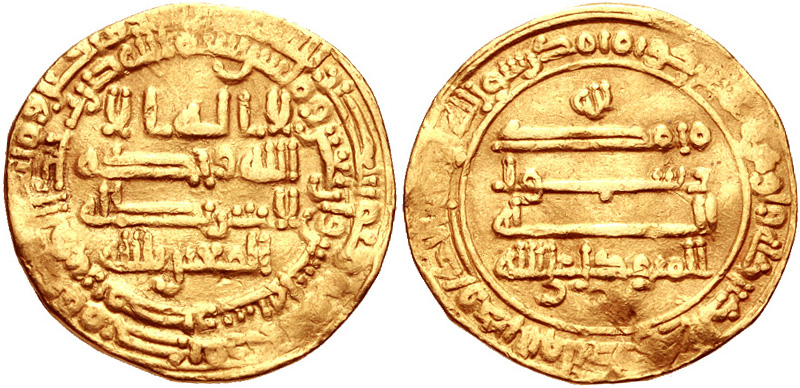
Dinar de ouro de Mutavaquil r.

Asócio I era um dos três filhos de Amazaspes II e sua esposa Rípsima, filha de Asócio IV, e sucederia seu pai quando de sua morte em 836. Em 837, enquanto a Armênia sofria com os raides do imperador bizantino Teófilo (r. 829–842), ele se uniu a contra-ofensiva árabe de Melitene liderada pelo emir Ambros ao lado de seu tio Pancrácio II Bagratúnio, príncipe de Taraunitis e príncipe de príncipes da Armênia, e no ano seguinte esteve presente no saque de Amório. Em 850, o califa abássida Mutavaquil (r. 847–861) decide reassumir o controle da Armênia e confiou a liderança das operações ao emir de Manzicerta, mas ele foi derrotado por Asócio, que é então chamado de príncipe (iscano). Este último, em seguida, vem ao resgate de seu tio Pancrácio II e ganhou mais uma vitória.
Em 851, por sua vez, o califa confere o comando a seu tenente Iúçufe, que tentou capturar Asócio pela trapaça; o ardil não teria funcionado com o sobrinho, mas sim com seu tio: Pancrácio foi feito prisioneiro e exilado em Samarra. Mudando novamente de comandante, o califa enviou o turco Buga Alquibir, que sitiou Asócio em sua fortaleza (Necan): o último foi traído por dois de seus vassalos, sendo capturado e exilado para Samarra ao lado de seu filho Gregório Derenício e de seu irmão Gurgenes Arzerúnio, onde foram obrigados à apostasia formal. Em 857, entretanto, o califa decidiu devolver a Vaspuracânia o jovem Gregório Derenício, acompanhado por seu tio Gurgenes que serviu-lhe como conselheiro até sua morte em 860.
Em 868, Vaspuracânia vivenciou o retorno do pai de Gregório, Asócio I, de seu exílio em Samarra e ambos uniram-se para lutar contra Gurgenes I Arzerúnio, um conflito que restabelecia o status quo. Pai e filho, em seguida, tentam reduzir os enclaves muçulmanos em Vaspuracânia, mas só conseguem tomar a cidade de Varague em 870. Asócio I faleceu em 27 de maio de 874, deixando o comando de Vaspuracânia para Gregório Derenício.

## Descendência
Duma esposa chamada Heranuxe por Cyril Toumanoff, Asócio teve três infantes:
- Gregório Derenício;
- Maria, esposa de Davi de Taraunitis, filho de Pancrácio II Bagratúnio;
- Filha de nome desconhecido, esposa de Vasaces, o Renegado.